# Sretenski Bulvar
Sretenskii Bulhvar (en ruso: Сретенский бульвар) es una de las estaciones de la línea Liublinsko-Dmitrovskaya (Línea 10) del Metro de Moscú, en Rusia. La Estación «Sretenskii Bulhvar» está localizada entre las estaciones «Tchkalovskaya» y «Trubnaya».